# Nêuston

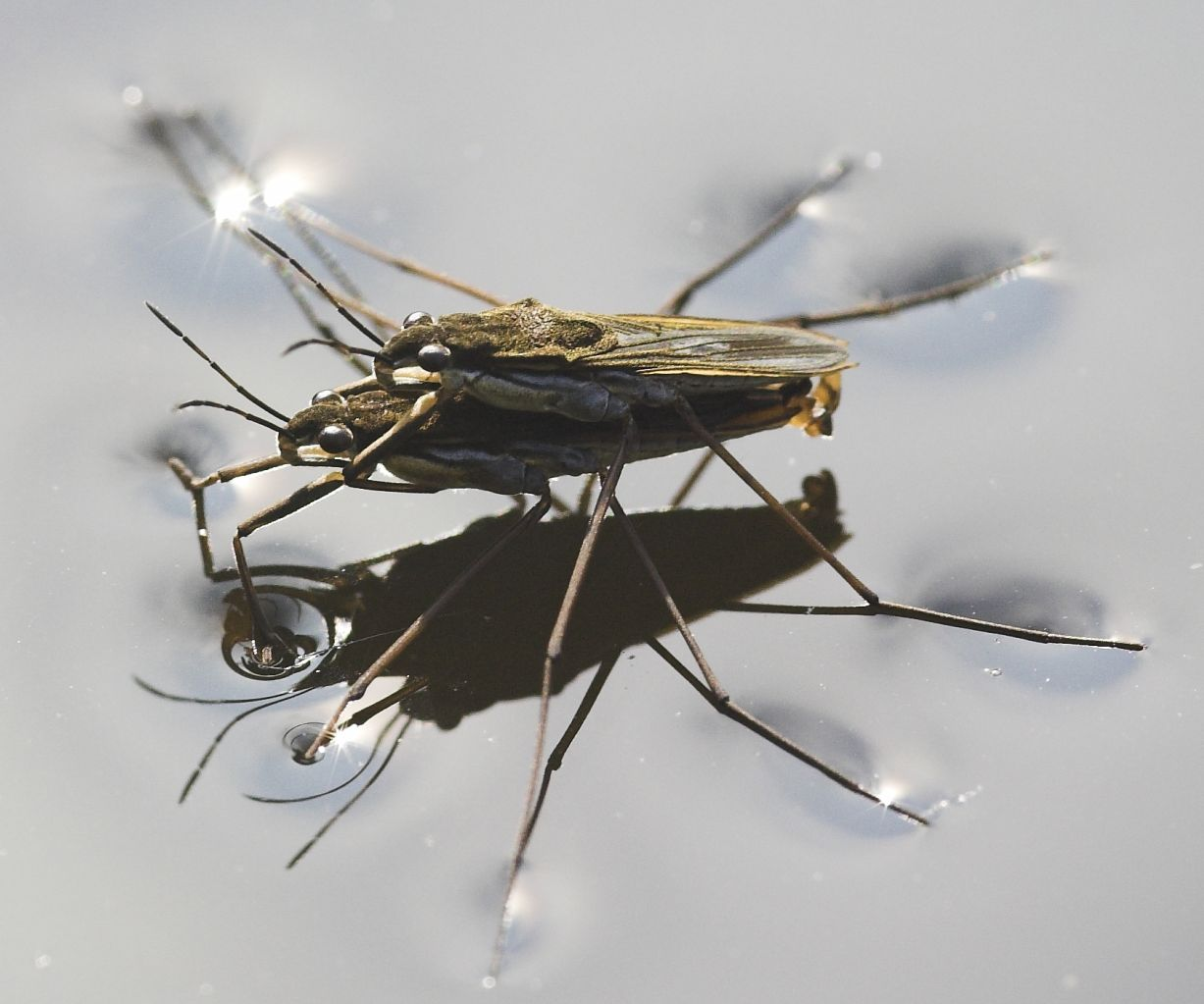
Um insecto do grupo Gerridae, uma presença comum no neuston de rios e lagos.

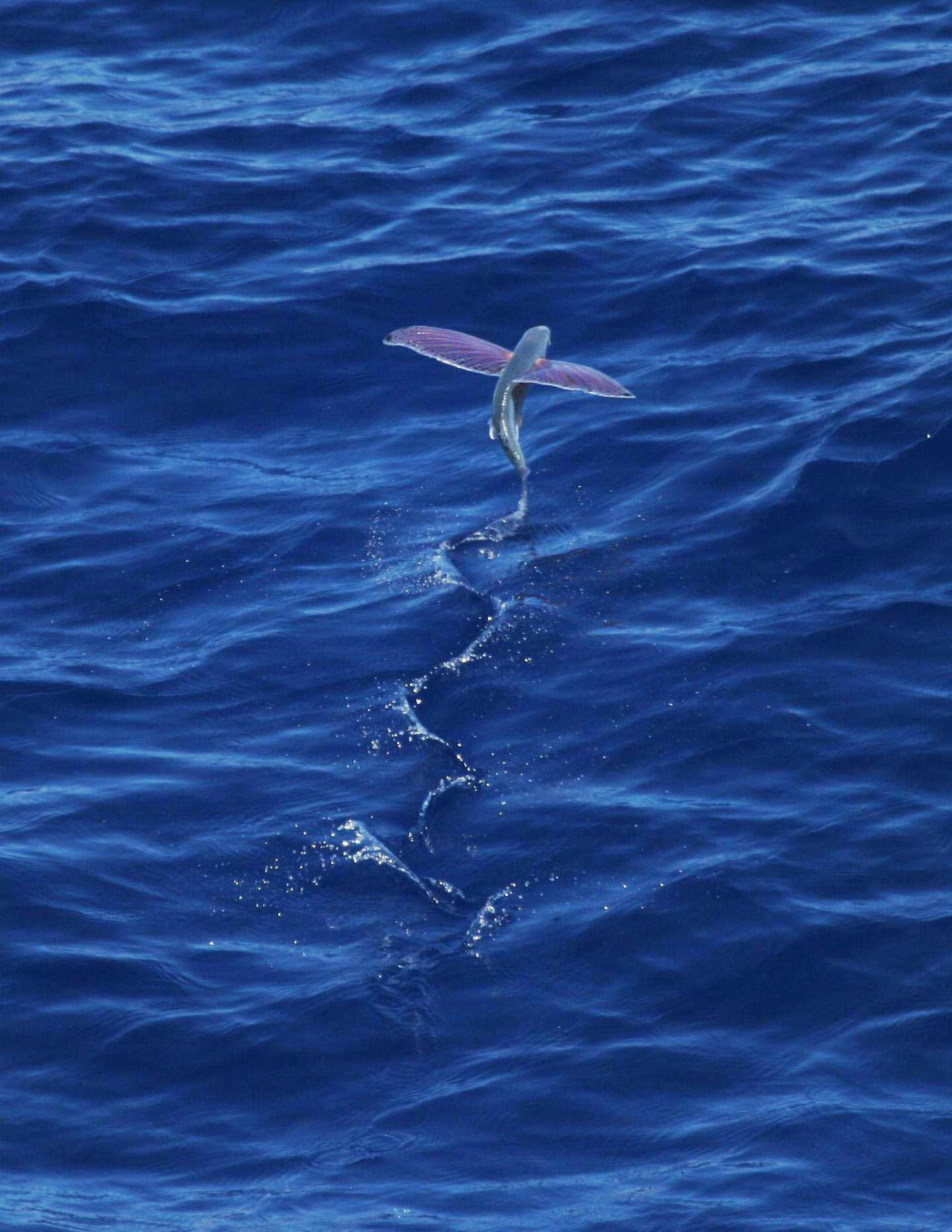
Um peixe-voador, elemento comum do neuston oceânico.

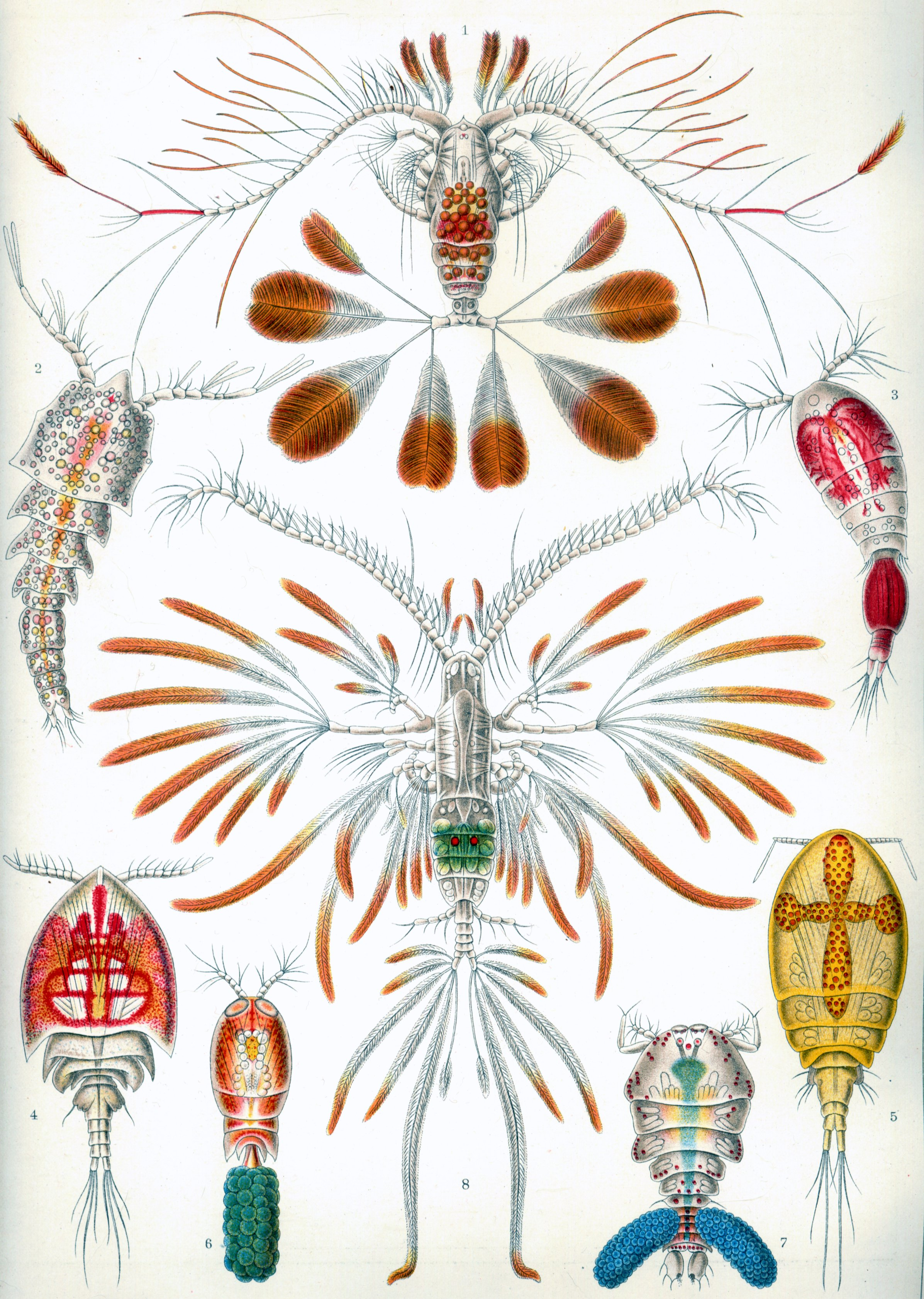
Os copépodes são o grupo de microorganismos neustónicos mais abundantes.

Nêuston é a designação dada em Ecologia ao grupo de organismos que tem por habitat a camada superficial das massas de água (em geral considerando-se como tal os primeiros 10 cm). O nêuston é o conjunto de organismos microscópicos que compõem o plêuston, e que por isso se encontram na camada superficial que separa a água da atmosfera. A etimologia do termo nêuston radica-se no adjectivo grego: νευστόν neustón ("o nadador") derivado do verbo νεῖν nein ("nadar"; aoristo: neus-).

## Descrição
O termo colectivo nêuston é utilizado para designar a comunidade de organismos flutuantes cujo habitat está compreendido nos primeiros 10 cm da coluna de água. O nêuston é composto por uma grande diversidade de organismos, incluindo desde peixes (nomeadamente os peixes-voadores),) insectos (entre os quais escaravelhos como os Gyrinidae), aracnídeos (como as aranhas-pescadoras do género Dolomedes e as aranhas mergulhadores da espécie Argyroneta aquatica) até protozoários e bactérias.
Em contraste com os termos plâncton (os organismos que flutuam ou se movem lentamente na coluna de água), nécton (os organismos nadadores capazes de determinar livremente o seu movimento), os membros do nêuston permanecem confinados à imediata vizinhança da interface entre a água e o ar. Em consequência, a designação nêuston é por vezes limitada aos organismos flutuantes microscópicos que vivem na directa dependência da superfície da água ou àqueles que dependem da tensão superficial da água para flutuar. O termo pleuston é nalguns casos usado para designar os organismos que flutuam por impulsão ou são macroscópicos.
Entre os organismos mais comuns que que ocorrem no meio neustónico contam-se as bactérias, os copépodes e as algas diatomáceas, crisofíceas e xantofíceas. Entre os predadores, destaca-se o zooplâncton.
Outro grupo abundante e com grande biodiversidade são os Collembola, que inclui os géneros Podura e Sminthurides quase exclusivamente neustónicos e o género Hypogastrura cujas espécies frequentemente se agregam junto à superfície de lagos e lagoas.
Entre as adaptações a estes habitats está a capacidade de explorar a tensão superficial da água, bem patente no género Gerris, cujas espécies «caminham» sobre a água.
Por extensão o termo tem sido utilizado em ciências do ambiente para designar o material flutuante que forma agregações à superfície das águas, nomeadamente pequenos resíduos resistentes à decomposição como a grande ilha de lixo do Pacífico.

## Subdivisões e importância
Recebem a designação epinêuston os organismos que vivem na fase aérea (sobre a película de água) e  de hiponeuston os que vivem na fase aquosa (por debaixo da superfície da água).
A partir da década de 1960 começou a estudar-se este sistema ecológico e a determinar-se a sua biodiversidade, em especial as finas películas azuladas formadas por fitoplâncton e bactérias com actividade biológica muito elevada, cuja duração não excede algumas horas. Estas formações esporádicas denominam-se slicks e podem biodegradar o petróleo bruto em águas contaminadas.